# ピノセムブリン
ピノセムブリン(Pinocembrin)は、フラバノンである。ダミアナ、蜂蜜、プロポリスから見つかる抗酸化物質である。
ピノセムブリンは、ケトン隣接基のヒドロキシル化によってピノバンクシンに生合成される。